# I Hired a Contract Killer
I Hired a Contract Killer (bra: Contratei um Matador Profissional; prt: Contratei um Assassino) é um filme dirigido, produzido e escrito pelo cineasta finlandês Aki Kaurismäki em 1990. É uma coprodução britânica, alemã e sueca, estrelada pelo renomado ator francês Jean-Pierre Léaud. O filme também conta com participações especiais de Joe Strummer como guitarrista e de Kaurismäki como vendedor de óculos de sol. O enredo do filme, de um homem arranjando um assassino para matá-lo, mas depois tentando cancelar o acordo, também é usado no mais famoso filme americano de 1998, Bulworth.